# 魚登駅
魚登駅（オドゥンえき）は、大韓民国慶尚北道醴泉郡にある韓国鉄道公社の駅である。

## 利用可能な路線
- 韓国鉄道公社
  - 慶北線

## 駅構造
- 島式ホーム1面2線の地上駅。

## 歴史
- 1966年10月11日：開業。
- 2007年6月1日：旅客取扱中止。

## 隣の駅
韓国鉄道公社
慶北線
醴泉駅 - 魚登駅 - 栄州駅